# Parafia św. Marcina w Łebczu
Parafia św. Marcina w Łebczu – parafia rzymskokatolicka, znajdująca się w archidiecezji gdańskiej, w dekanacie Puck. 

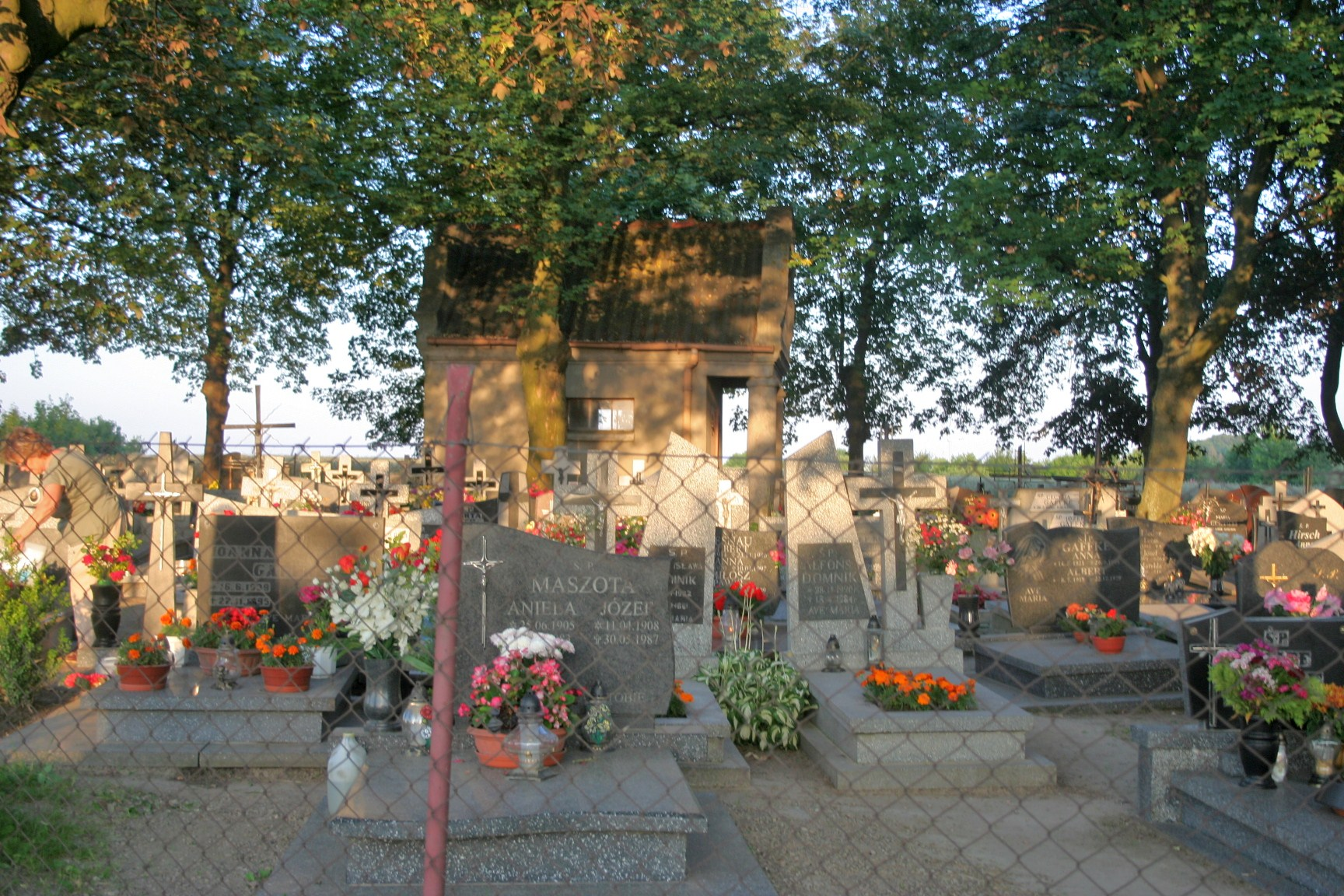
cmentarz parafialny